# Grand Prix de Plouay 1999
La 63e édition du Grand Prix de Plouay a eu lieu le 29 août 1999.

## Récit de la course
A plus d'un tour de l'arrivée, Frank Vandenbroucke, le vainqueur de Liège-Bastogne-Liège part en solitaire. Il n'est rejoint qu'à 10 kilomètres de l'arrivée.
A 6 kilomètres du but, l'Italien Sergio Barbero attaque et part seul en tête. Le peloton le rejoint dans les 500 derniers mètres, emmené par Robbie McEwen qui lance son équipier Markus Zberg. Le Français Christophe Mengin, idéalement placé dans la roue du Suisse, le dépasse dans les tout derniers mètres et remporte la course.

## Classement final
| \| Classement général \| Classement général \| Classement général \| Classement général \| Classement général \| \| Coureur \| Coureur \| Pays \| Équipe \| Temps \| \| ------------------ \| ------------------- \| ------------------ \| ------------------------------- \| ------------------ \| \| 1er \| Christophe Mengin \| France \| La Française des jeux \| 4 h 46 min 26 s \| \| 2e \| Markus Zberg \| Suisse \| Rabobank \| + 0 s \| \| 3e \| Sergueï Ivanov \| Russie \| TVM-Farm Frites \| + 6 s \| \| 4e \| Alberto Elli \| Italie \| Deutsche Telekom \| + 6 s \| \| 5e \| Lauri Aus \| Estonie \| Casino \| + 6 s \| \| 6e \| Andreï Tchmil \| Belgique \| Lotto-Mobistar \| + 6 s \| \| 7e \| Paolo Bettini \| Italie \| Mapei-Quick Step \| + 6 s \| \| 8e \| Cédric Vasseur \| France \| Crédit Agricole \| + 6 s \| \| 9e \| Frank Vandenbroucke \| Belgique \| Cofidis-Le Crédit par Téléphone \| + 6 s \| \| 10e \| Geert Verheyen \| Belgique \| Lotto-Mobistar \| + 6 s \| |                     |          |                                 |                 |
| |                     |          |                                 |                 |
| Source : ProCyclingStats |                     |          |                                 |                 |
| Classement général |                     |          |                                 |                 |
| Coureur | Coureur             | Pays     | Équipe                          | Temps           |
| 1er | Christophe Mengin   | France   | La Française des jeux           | 4 h 46 min 26 s |
| 2e | Markus Zberg        | Suisse   | Rabobank                        | + 0 s           |
| 3e | Sergueï Ivanov      | Russie   | TVM-Farm Frites                 | + 6 s           |
| 4e | Alberto Elli        | Italie   | Deutsche Telekom                | + 6 s           |
| 5e | Lauri Aus           | Estonie  | Casino                          | + 6 s           |
| 6e | Andreï Tchmil       | Belgique | Lotto-Mobistar                  | + 6 s           |
| 7e | Paolo Bettini       | Italie   | Mapei-Quick Step                | + 6 s           |
| 8e | Cédric Vasseur      | France   | Crédit Agricole                 | + 6 s           |
| 9e | Frank Vandenbroucke | Belgique | Cofidis-Le Crédit par Téléphone | + 6 s           |
| 10e | Geert Verheyen      | Belgique | Lotto-Mobistar                  | + 6 s           |